# Epres
Epres (1899-ig Jahodnik, szlovákul Jahodníky) egykor önálló község, ma Turócszentmárton városrésze Szlovákiában, a Zsolnai kerületben, a Turócszentmártoni járásban.

## Fekvése
Turócszentmárton központjától 4 km-re délre, a Turóc jobb partján fekszik.

## Története
1258-ban említik először. A település Turócbeszterce határában, a Turóc partján keletkezett, régi neve Kisbeszterce volt. A mai falutól nyugatra, a Turóc partján feküdt „Ambus” település, amely a turóci királyi uradalomhoz tartozott. Később beolvadt a turócszentmártoni határba. 1324-ben Károly Róbert Károly fia Domonkosnak adta.
A 18. század végén Vályi András így ír róla: „JAHODNIK. vagy Kis Bisztricze. Tót falu Turótz Vármegy. földes Ura G. Révay Uraság, lakosai evangelikusok, fekszik Szent Mártonnak szomszédságában, és Riadeknek is, földgye jó, fája mind a’ két féle van, réttye kétszer kaszáltatik, legelője elég, savanyú forrása hasznos, és egésséges; őrlő, és deszkát fürészelő malma is van.”
Fényes Elek 1851-ben kiadott geográfiai szótárában így ír a faluról: „Jahodnik, tót falu, Thurócz vmegyében, sz. Mártonhoz 1 fertálynyira az országutban, közel a Thurócz vizéhez. Számlál 50 kath., 327 evang., 20 zsidó lak. Határa termékeny; rétjei kövérek; legelője elég és hasznos; a Thurócz vizén több fürész- és liszt-malmokkal bir. Nevezetes továbbá savanyuviz-forrása, mellynek alkotó részei: savanyuforrási szesz, kevéssé felolvadt vas anyag, elemésztő föld, só sat. F. u. a Révay fam.”
1910-ben 980, túlnyomórészt szlovák lakosa volt. A trianoni diktátumig Turóc vármegye Turócszentmártoni járásához tartozott.
1949–1955 között csatolták Turócszentmártonhoz.

## Külső hivatkozások
- Epres Szlovákia térképén